# ژانو بویاین
ژانو بویاین (فرانسوی: Jeannot Bouyain‎؛ زادهٔ ۲۹ مهٔ ۱۹۸۵) بازیکن فوتبال اهل بورکینافاسو بود.
وی همچنین در تیم‌های ملی فوتبال زیر ۱۷ سال بورکینافاسو و بورکینافاسو بازی کرده است.